# MobiTV
MobiTV là thương hiệu dịch vụ truyền hình trả tiền do nhà mạng Mobifone cung cấp. Tiền thân là Truyền hình An Viên của Công ty Nghe nhìn Toàn cầu (AVG), sau được Mobifone mua lại đầu năm 2016. Truyền hình MobiTV phát trên hai hạ tầng là truyền hình số mặt đất (DTT) và truyền hình số vệ tinh (DTH), phủ sóng toàn quốc. Hệ thống truyền hình đa kênh MobiTV đang truyền dẫn phát sóng 100 kênh truyền hình, trong đó có 9 kênh độ nét cao HD (An Viên HD, HBO HD, STAR Movies HD, AXN HD, Fox Sports HD, Discovery HD, NGC HD, Star World HD và Fashion TV HD).

## Các mốc thời gian
Ngày 10 tháng 10 năm 2010, Truyền hình An Viên phát sóng thử nghiệm.
Ngày 11 tháng 11 năm 2011, Truyền hình An Viên phát sóng chính thức.
Ngày 1 tháng 01 năm 2012, Chính thức cung cấp dịch vụ tại Hà Nội và Thành phố Hồ Chí Minh.
Từ ngày 1 tháng 3 năm 2012, Truyền hình An Viên cung cấp dịch vụ rộng rãi tại 11 tỉnh, thành phố.
Từ ngày 1 tháng 5 năm 2012, Truyền hình An Viên cung cấp dịch vụ tới 63 tỉnh/thành phố trên cả nước thông qua hơn 1.000 bưu điện, bưu cục, điểm dịch vụ của VNPost.
Từ ngày 15 tháng 1 năm 2015, Truyền hình An Viên phát sóng tín hiệu Truyền hình An Viên song song trên 2 vệ tinh Vinasat-2 và NSS-6.
Từ ngày 15 tháng 5 năm 2015, Truyền hình An Viên dừng phát sóng tín hiệu Truyền hình An Viên trên vệ tinh NSS6, chỉ phát sóng qua vệ tinh Vinasat-2.
Từ ngày 8 tháng 1 năm 2016, Mobifone mua lại AVG. Mobifone nắm 95% cổ phần tại AVG và dự định phát triển mảng truyền hình trả tiền và miễn phí tại Việt Nam.
Từ ngày 26 tháng 4 năm 2016, Truyền hình An Viên đổi tên thành MobiTV.

## Hạ tầng kỹ thuật
- Trung tâm Tổng khống chế NOC (Network Operation Center):
  - Địa chỉ: Trung tâm Truyền hình, 465B Hoàng Hoa Thám, quận Ba Đình, Hà Nội, Việt Nam.
  - Mô hình tham khảo: Nhà tư vấn Ascent Media (Hoa Kỳ).
  - Hoạt động: Tổng khống chế NOC bao gồm hệ thống giám sát, xử lý tín hiệu và nén ghép kênh. Quá trình kiểm soát phát sóng được thực hiện trực tiếp tại Trung tâm Tổng khống chế NOC. Tất cả các chương trình truyền hình do AVG liên kết sản xuất hoặc khai thác đều được Đài PT-TH Bình Dương và các cơ quan báo chí khác như Truyền hình Công an Nhân dân, Truyền hình Thông tấn xã Việt Nam thực hiện kiểm soát về nội dung theo quy định của pháp luật.
- Trung tâm Giám sát và điều độ vận hành mạng từ xa NCC (Network Control Center):
  - Địa chỉ: 15AV Hồ Xuân Hương, quận Hai Bà Trưng, Hà Nội, Việt Nam.
  - Hệ thống: Gồm 51 màn hình lớn kết hợp với hệ thống máy chủ, các máy trạm và hệ thống phần mềm chuyên dụng.
  - Hoạt động: Từ điểm thu tín hiệu đầu vào, đến tổng khống chế, hạ tầng truyền dẫn, các trạm phát sóng mặt đất, điểm thu phát sóng vệ tinh trên phạm vi toàn quốc. Từ mạng lưới kiểm tra thử (probe) được triển khai tại các khu dân cư, NCC kiểm soát được tín hiệu và chất lượng chương trình mà khách hàng thu được.
- Hệ thống khóa mã bảo mật nội dung CAS:
  - Hoạt động: AVG – Truyền hình An Viên sử dụng hệ khóa mã bảo mật nội dung (CAS) kết hợp với thẻ giải mã (Smartcard), thị trường truyền hình số thế giới đã kiểm chứng về tính bảo mật và sự an toàn trong quá trình hoạt động.[8]

## Đánh giá
| “                                                              | Công nghệ DVB-T2 cho phép nén nhiều dữ liệu hơn trên một kênh truyền hình số, từ đó có thể chuyển tải tới người xem nhiều kênh truyền hình SD và HD hơn. Chúng tôi rất vui khi có thể công nhận rằng AVG hiện đã và đang sử dụng các công nghệ tiên tiến nhất thế giới cho việc phát sóng quảng bá truyền hình dựa trên nền tảng chuẩn DVB-T2 - nền tảng hiện đại nhất hiện nay cho truyền hình số mặt đất. | ” |
| — Hiệp hội Phát thanh Truyền hình châu Á-Thái Bình Dương (ABU) | |   |

## Kênh chương trình

### Các kênh chuyên biệt

#### Kênh An Viên – BTV9
Kênh An Viên có nội dung mang âm hưởng văn hóa Phương Đông, tôn vinh văn hóa dân tộc và các giá trị đạo đức, lối sống dựa trên những triết lý của Phật giáo, đó chính là giáo lý Từ bi và Trí tuệ của đạo Phật.

#### Kênh NCM – BTV10
NCM là viết tắt của ba chữ cái đầu trong câu khẩu hiệu của Olympic thể thao: Nhanh hơn – Cao hơn – Mạnh hơn. Kênh NCM bao gồm những chương trình thuộc lĩnh vực thể thao, giải trí, trong đó đưa tin về các sự kiện, hoạt động trên tất cả các lĩnh vực thể thao trong và quốc tế.

#### Kênh Phim hay
Phim hay là kênh chuyên phát sóng những bộ phim truyền hình và điện ảnh trong và ngoài nước. Ngoài những bộ phim trong nước, kênh Phim hay còn phát sóng các phim được mua bản quyền từ các nước Châu Á có đời sống gần gũi với người Việt như Hàn Quốc, Trung Quốc, Singapore, Thái Lan,...

#### Kênh SAM – BTV11
SAM là viết tắt chữ cái đầu của ba từ: Styles – Abilities – Motivations (phong cách, kỹ năng và động lực). Kênh SAM là kênh truyền hình phát sóng những chương trình giải trí dành cho khán giả ở độ tuổi thiếu nhi như các bộ phim hoạt hình trong nước và quốc tế, các game show vui nhộn, ngoài ra còn nhiều chương trình mang tính giáo dục.

#### Kênh ViệtTeen – BTV6
ViệtTeen là kênh âm nhạc dành riêng cho khán giả yêu thích âm nhạc ở độ tuổi thanh thiếu niên. Kênh ViệtTeen phát sóng những ca khúc mới trên thị trường âm nhạc trong nước và quốc tế cũng như cập nhật những thông tin về lĩnh vực âm nhạc, giải trí.

#### Kênh Miền Tây – THĐT2
Miền Tây là kênh truyền hình do Truyền hình An Viên phối hợp với Đài Phát thanh – Truyền hình Đồng Tháp sản xuất, phát sóng từ ngày 20/12/2013. Kênh Miền Tây phát sóng những chương trình hài, phim truyện, phim tài liệu, kí sự, văn nghệ đặc sắc đậm chất phương Nam, đáp ứng thị hiếu của khán giả.

#### Kênh An ninh Thế giới (ANTG)
An ninh Thế giới (ANTG) là kết quả của sự phối hợp giữa Đài Phát thanh Truyền hình Hà Nội, Báo Công an nhân dân và Truyền hình An Viên (cũ), được phát sóng từ tháng 9/2014.

#### Kênh ANT – BPTV3
ANT (BPTV3) là kênh thiếu nhi duy nhất phát sóng từ ngày 1/1/2017 của Đài Phát thanh – Truyền hình và Báo Bình Phước.

### Các kênh ca nhạc có hình
Bao gồm 5 kênh phát thanh có hình (theo dạng slide) phát sóng trên AVG – Truyền hình An Viên với những ca khúc thuộc các thể loại khác nhau.

#### Kênh nhạc Cách Mạng
Bao gồm các ca khúc thuộc giai đoạn kháng chiến chống Pháp, ca khúc thuộc giai đoạn 1954–1975 và giai đoạn sau 1975 của nhiều tác giả nổi danh như Phạm Tuyên, Đỗ Nhuận, Phan Huỳnh Điểu, Hoàng Vân, Hoàng Việt, Huy Du...

#### Kênh nhạc Cổ điển
Bao gồm các bản nhạc của những nhà soạn nhạc đã đi vào lịch sử âm nhạc thế giới như Mozart, Beethoven, Bach...

#### Kênh nhạc Trữ tình
Bao gồm 2 thể loại âm nhạc trong nước: Nhạc tiền chiến và những tình khúc thời kỳ 1954–1975 của các tác giả như Văn Cao, Phạm Duy, Hoàng Thị Thơ, Ngô Thụy Miên, Trịnh Công Sơn...

#### Kênh nhạc Trẻ
Bao gồm những bài hát nhạc trẻ trong nước và các bài hát từ thị trường âm nhạc nước ngoài như nhạc trẻ Anh, Mỹ, Hàn Quốc.

#### Kênh nhạc Dân tộc
Bao gồm các bài hát mang âm hưởng dân ca của nhiều khu vực khác nhau như: Quan họ Bắc Ninh, Hát Xoan Phú Thọ, Ca trù, Hò Huế, Hô Bài chòi, Hò Nam Bộ, Đờn ca tài tử...

### Nhóm kênh trong nước
- Nhóm kênh của Đài Truyền hình Việt Nam: VTV1 HD, VTV2, VTV3 HD, VTV4, VTV6, VTV7, VTV8, VTV9.
- Nhóm kênh của Đài Truyền hình kỹ thuật số VTC: VTC1, VTC2, VTC3 HD, VTC4 – Yeah1 Family, VTC5, VTC6, VTC7 – Today TV, VTC9 – Let's Viet, VTC11 – Kids & Family TV, VTC13 – iTV HD, VTC14, VTC16 – 3NTV.
- Nhóm kênh của Đài Truyền hình Thành phố Hồ Chí Minh: HTV2, HTV3, HTV4, HTV7, HTV9, HTV Thể thao.
- Nhóm kênh HTVC: HTVC Ca nhạc, HTVC Phụ nữ, HTVC Du lịch & Cuộc sống, HTVC+, HTVC Phim HD.
- Nhóm kênh truyền hình khác: ANTV, QPVN, TTXVN, Quốc hội, Nhân Dân, H1, H2 – Truyền hình Hà Nội, Truyền hình Nghệ An, Truyền hình Hà Tĩnh, Truyền hình Quảng Bình, BTV1 – Truyền hình Bình Dương, THVL1, THVL2 – Truyền hình Vĩnh Long, You TV...

### Nhóm kênh nước ngoài
- Kênh phim: HBO, STAR Movies, Cinemax, AXN.
- Kênh thể thao: Fox Sports 2, Fox Sports.
- Kênh giải trí: Star World, Fashion TV.
- Kênh khám phá: Animal Planet, Discovery, NGC.
- Kênh âm nhạc: Channel V.
- Kênh thiếu nhi: Disney Channel, Disney Junior, Cartoon Network.
- Kênh tin tức tổng hợp: DW-TV, TV5 Monde Asie, CNN, NHK World.

### Nhóm kênhVTVCab
Bao gồm: Giải Trí TV (VTVCab 1), Phim Việt (VTVCab 2), Thể thao TV (VTVCab 3), Kênh 17 (VTVCab 4), E-Channel (VTVCab 5), Hay TV (VTVCab 6), D-Dramas (VTVCab 7), BiBi (VTVCab 8), INFOTV (VTVCab 9), O2TV (VTVCab 10), Style TV (VTVCab 12, Invest TV (VTVCab 15), Bóng Đá TV (VTVCab 16), Yeah1TV (VTVCab 17).